# Georgskathedrale (Istanbul)

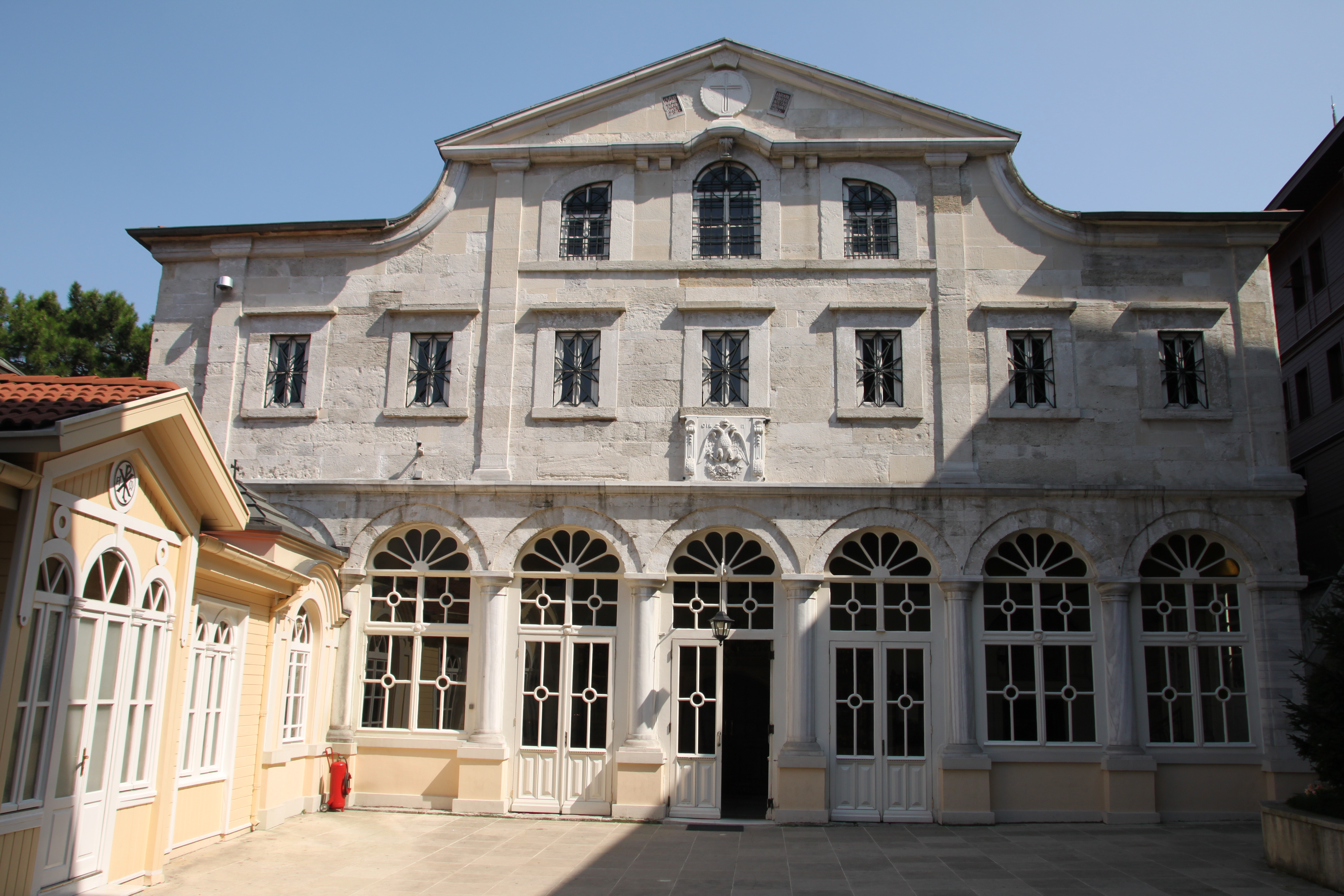
Georgskirche, Kathedrale des Ökumenischen Patriarchen

Die Georgskathedrale (griechisch Καθεδρικός ναός του Αγίου Γεωργίου Kathedrikós naós tou Agíou Geōrgíou; türkisch Aya Yorgi Kilisesi) ist die orthodoxe Kathedrale des Ökumenischen Patriarchats in Konstantinopel im Stadtteil Fener in Istanbul.
Die Georgskathedrale ist seit rund 1600 der Sitz des Ökumenischen Patriarchats in Konstantinopel. Die Kathedrale ist dem christlichen Märtyrer Georg geweiht. Der Patriarch von Konstantinopel Bartholomäus I. stellt hier das Salböl Myron am Gründonnerstag her. Die Kathedrale ist von morgens 8.30 Uhr bis 16 Uhr für die Öffentlichkeit zugänglich. Hinter dem Kirchengebäude befinden sich die Verwaltungsgebäude und die Bibliothek des Ökumenischen Patriarchats.

## Geschichte
Bevor das Kirchengebäude um 1600 zur Kathedrale erhoben wurde, war es eine orthodoxe Klosteranlage. Der Patriarch Matthäus II. von Konstantinopel (1596–1603) ordnete die Verlegung des Sitzes des Ökumenischen Patriarchats in die Georgskirche an. Konstantinopel stand bereits seit 1453 unter osmanischer Herrschaft. Der Stadtteil Fener wurde zu jener Zeit zum Zentrum des griechisch-orthodoxen Lebens in Istanbul.
Das Kirchengebäude wurde mehrmals im Laufe der Zeit verändert und wenige Bestandteile sind noch von originaler Struktur. Patriarch Timotheus II. (1612–1620) erneuerte das Gebäude und vergrößerte die Kathedrale im Jahre 1614. Im frühen 18. Jahrhundert (die Quellenangaben variieren über das genaue Jahr) wurde die Kathedrale von einem Feuer beschädigt. Im Jahre 1720 begann der Patriarch Jeremias III. (1716–1726, 1732–1733) die Kathedrale wieder aufzubauen. Die Restaurierung wurde vom Patriarchen Paisius II. fortgesetzt. 1738 fügte ein weiteres größeres Feuer dem Kirchengebäude Schaden zu.

## Bilder

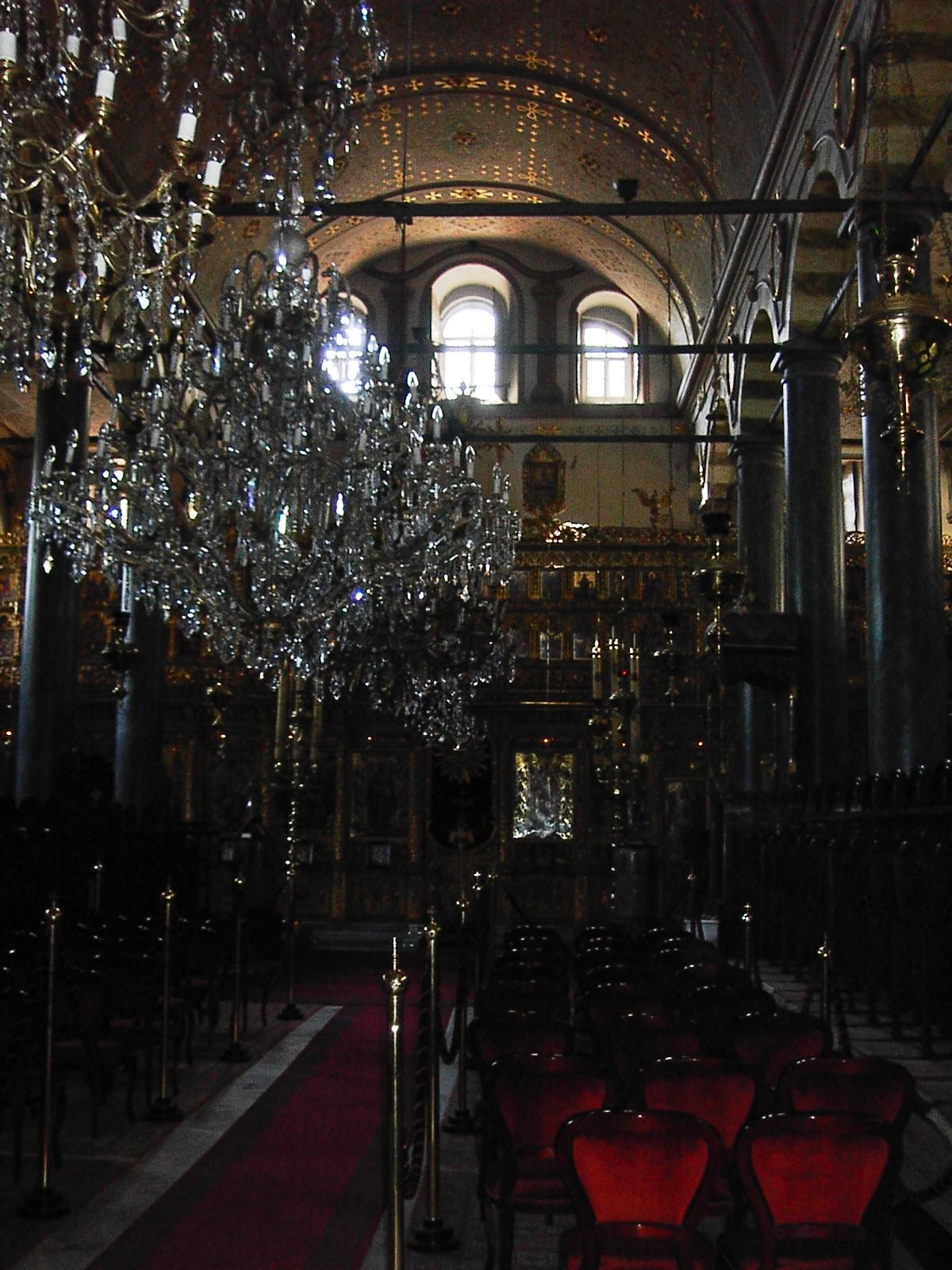
Innenbereich (vom Kirchenschiff in Richtung Ikonostase)
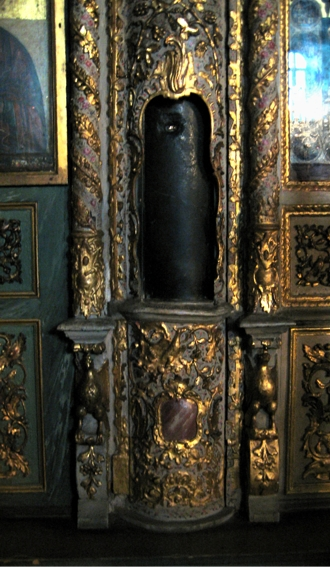
Fragmente der Leidenswerkzeuge, Südseite der Ikonostase
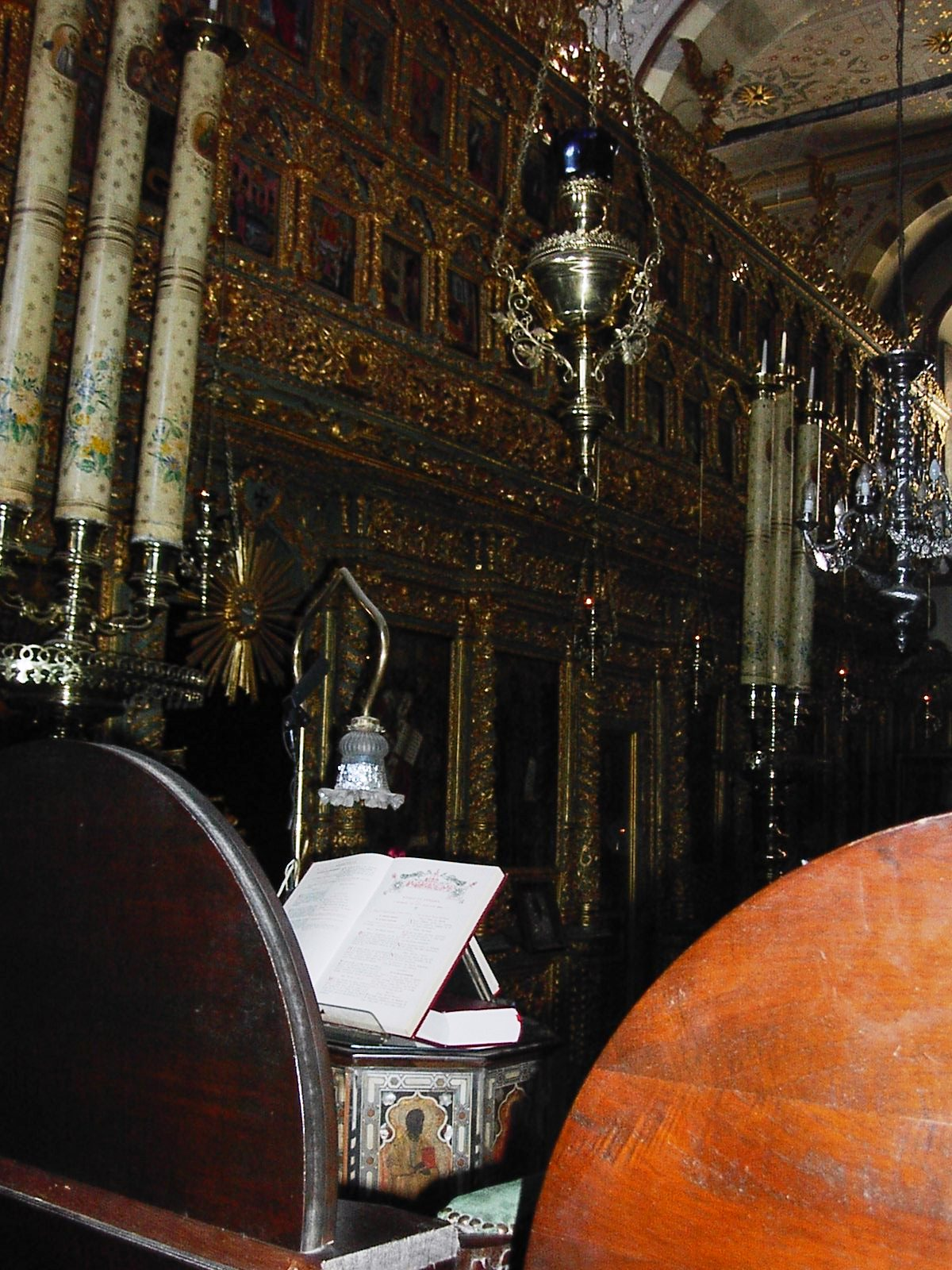
Kliros mit Ikonostase links
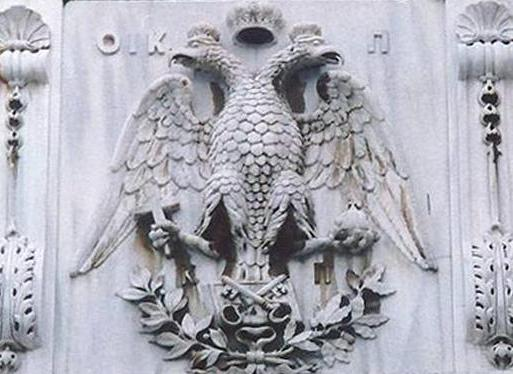
Wappen über dem Portal
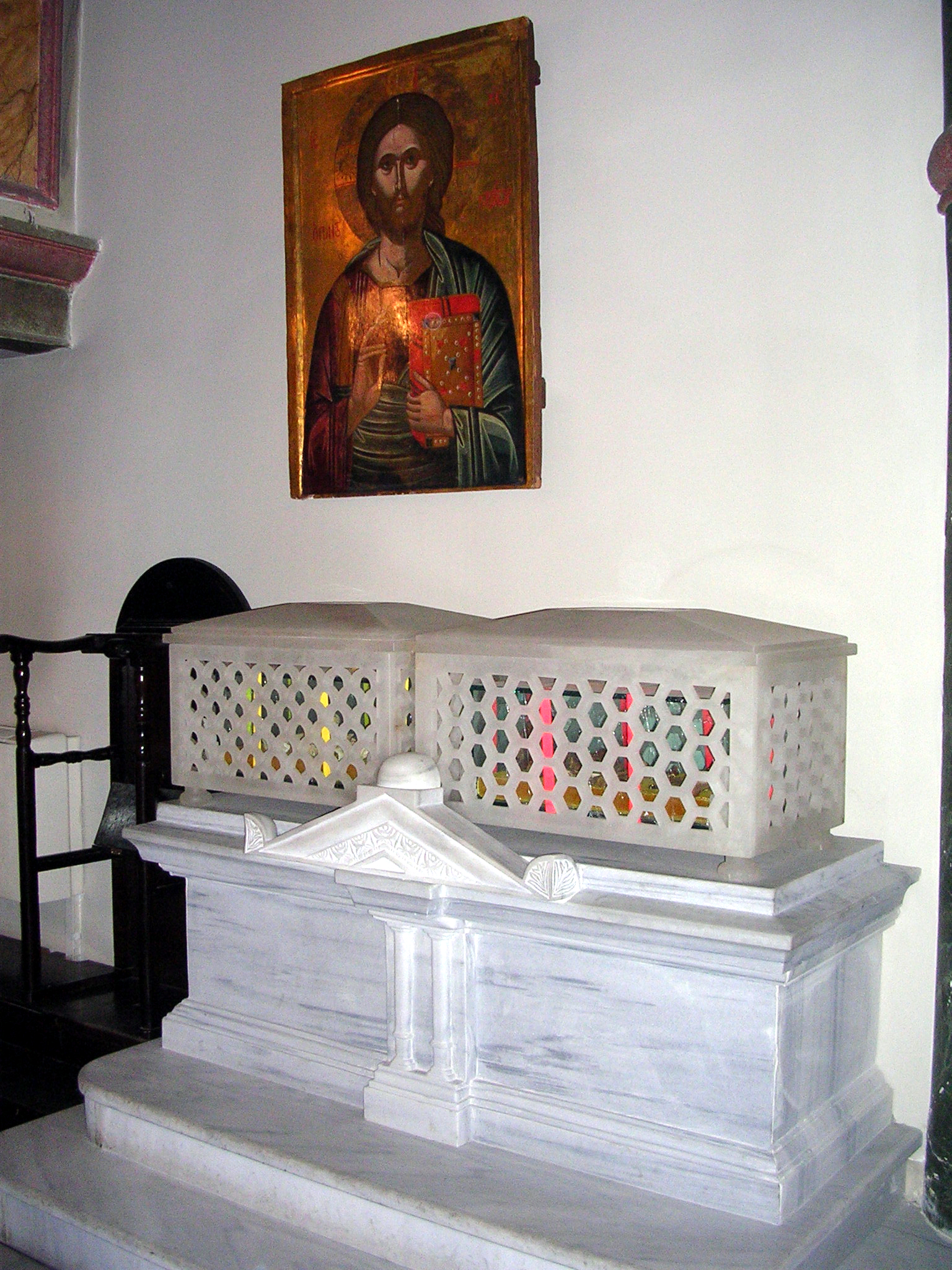
Reliquienschreine von Johannes Chrysostomos und Gregor von Nazianz